# British Comedy Awards 2009
La XX edizione dei British Comedy Awards si tenne nel 2009 e venne presentata da Jonathan Ross.

## Vincitori
- Miglior commedia televisiva esordiente - Psychoville
- Miglior commedia televisiva - Outnumbered
- Miglior commedia cinematografica - In the Loop
- Miglior commedia drammatica - Pulling
- Miglior programma di intrattenimento comico - Harry Hill's TV Burp
- Miglior panel show comico - Have I Got News for You
- Miglior sitcom - Outnumbered
- Miglior Sketch Show - Harry & Paul
- Miglior attore in una commedia televisiva - Simon Bird
- Miglior attrice in una commedia televisiva - Katherine Parkinson
- Miglior debutto comico maschile - Charlie Brooker
- Miglior debutto comico femminile - Ramona Marquez
- Miglior personalità di intrattenimento comico - Harry Hill
- Miglior esibizione live - Michael McIntyre
- Ronnie Parker Award - Graham Linehan
- Premio alla carriera nella commedia - Peter Kay
- Premio britannico alla carriera - Terry Wogan